# Brant (Ontario)
Brant – samodzielne miasto w południowym Ontario, w Kanadzie. Miasto liczy 36 689 mieszkańców (2001) i zajmuje obszar 845,89 km². Średnia gęstość zaludnienia wynosi 43,7 os./km². Brant jest 49. pod względem wielkości miastem w Ontario i 132. w Kanadzie.
Miasto powstało w 1999 poprzez zmianę statusu Hrabstwa Brant na samodzielne miasto.
Brant otacza Brantford, aczkolwiek dwa miasta są niezależne z administracyjnego punktu widzenia.
Miasto obejmuje 30 ośrodków komunalnych:
- Bishopsgate
- Burford
- Burtch
- Cainsville
- Cathcart
- East Oakland
- Etonia
- Fairfield
- Falkland
- Glen Morris
- Gobles
- Harrisburg
- Harley
- Hatchley
- Langford
- Lockie
- Maple Grove
- Middleport
- Mount Pleasant
- Mt. Vernon
- New Durham
- Newport
- Northfield
- Northfield Centre
- Oakland
- Onondaga
- Osborne Corners
- Paris
- Scotland
- St. George